# 砀山站
砀山站，位于中华人民共和国安徽省宿州市砀山县，是陇海铁路上的火车站，由上海铁路局管辖。车站建于1915年，当时站内设有正线1股、站线2股、货线1股。1978年陇海铁路进行复线化工程，车站新建站房一座并扩建站场。
砀山站站房建于1978年，面积2123平方米。车站站场设有7条股道，货场有6条货物线，设有通往京皖石油的专用线。